# シウダード・レアル・マドリード
シウダード・レアル・マドリード（Ciudad Real Madrid）は、スペイン・マドリード州マドリードバルデベバスにあるレアル・マドリードの練習場である。

## 概要
アドルフォ・スアレス・マドリード＝バラハス空港近郊のバルデベバス公園内に2005年に造られ、約1.2km²の敷地にはオフィスのほか、設備室やAVルーム、リハビリ施設や医療センターも存在する。ピッチは人工芝や天然芝など大小13面あり、敷地内にはレアル・マドリード・カスティージャのホームスタジアムであるエスタディオ・アルフレッド・ディ・ステファノも建てられている。
トップチームを筆頭にレアル・マドリードの全カテゴリーが使用しており、2019年からはクラブ買収によりレアル・マドリードの傘下となるクラブ・デポルティーボ・タコンも使用している。

## シウダード・デポルティバ
シウダード・レアル・マドリード以前のレアル・マドリードの練習場として利用されていたのが、シウダード・デポルティバ（Ciudad Deportiva）である。
サンティアゴ・ベルナベウが会長をしていた1963年、マドリード郊外に完成。トップチームやユースカテゴリーの選手がトレーニングするだけでなく、クラブ会員もプールやレクリエーションルームなどを利用することができた。1966年には、レアル・マドリード・バロンセストのアリーナであったライムンド・サポルタ・パビリオンも建造した。
しかし、レアル・マドリードの借金返済にあてるため、2000年にフロレンティーノ・ペレス会長によってシウダード・デポルティバの敷地は売却された。土地売却によって手にした資金は4億8000万ユーロにも昇る。跡地は超高層ビルが立ち並ぶビジネス街、クアトロ・トーレス・ビジネス・エリアとなっている。